# 太上女王
太上女王，是君主國家於實行君主制時期，一種給予退位女王或當朝女王在世母親的頭銜，且退位君主和現任君主是同一政權的元首。

## 新罗
897年6月真聖女王被迫禪位于孝恭王。同年12月真聖女王去世。

## 荷兰
1947年威廉明娜女王因健康問題，由王位繼承人朱麗安娜公主代政58天。威廉明娜女王在加冕50週年（1948年）的時候，因健康狀況不佳，於當年四月宣佈让位给女儿朱丽安娜公主。1980年4月30日，71歲的朱麗安娜女王將王位传给長女碧翠絲公主。2004年，94岁的太上女王朱丽安娜因肺炎於3月20日在苏斯特代克宫逝世。六個月後，她的丈夫也在荷蘭烏特納支大學醫學中心逝世。
碧翠絲女王後來也在75歲時自行退位，頭銜從女王恢復成公主。

## 丹麦
2024年瑪格麗特二世禪位予長子，是為國王弗雷德里克十世，83歲的瑪格麗特二世成為丹麥太上女王。

## 日本
661年齊明天皇逝世，668年天智天皇即位。697年持统天皇讓位，第一位太上天皇。689年以前，大和王權（倭國）的君主自称“王”或“君”，约到西元第四、五世纪诸邦形成联盟，首领改称为「大王」（日语：／）、「大公」或「大君」，以及自稱「治天下大王」。到了天武天皇或持统天皇時代，受到同時期自稱天皇。